# 476 (tal)
476 är det naturliga talet som följer 475 och som följs av 477.

## Inom vetenskapen
- 476 Hedwig, en asteroid.

## Inom matematiken
- 476 är ett jämnt tal.
- 476 är ett sammansatt tal.
- 476 är ett harshadtal.
- 476 är ett praktiskt tal.